# Харлампиевская церковь (Кишинёв)
Харлампиевская церковь, или Церковь Святого Мученика Харлампия  (рум. Biserica Sfîntul Mare Mucenic Haralambie) — храм Кишинёвской епархии Русской православной церкви в городе Кишинёве.

## История
Церковь была построена купцом Харлампием в 1836 году и посвящена священномученику Харлампию. В храме находится табличка с надписью об окончании строительства в 1812 году, но она относится к предыдущему зданию церкви. До начала XIX века на этом месте находилось кладбище. В «Протоколах и журналах Бессарабской Ученой Архивной Комиссии» с 23 августа 1898 года по конец 1899 года сказано:
Ещё в первой четверти нынешнего столетия (XIX) туристы отмечали следы древнего кладбища около нынешней Свято-Харлампиевской церкви. И, вот, в первых числах марта сего 1899 года, во дворе дома Крейза, недалеко от угла, образуемого Минковской и Харлампиевской улицами (Минковская улица, д. № 4), найден совершенно ушедший в землю надмогильный камень с молдавскою надписью, гласящею: «Аиче одихнеще роаба луй Думнезеу Смарагда социе луй Щефан Полеитул л(ето) 1747», т.е. «Здесь покоится раба Божия Смарагда жена Штефана Полеита 1747 г». Благодаря содействию бывшего Полицмейстера князя Юрия Григорьевича Кантакузина, камень отобран в музей нашей Учёной Комиссии.
Во времена советской власти в здании размещался театр «Данко». В 1993 году протоиерей Анатолий Пушкаш начал восстановление храма. 27 сентября 2001 года настоятелем Харлампиевской церкви был назначен протоиерей Михаил Гондю.

## Архитектура
Церковь построена в неоклассическом стиле, по типичному для Российской империи проекту. В плане имеет крест. Купол храма расположен на широком круглом барабане с арочными окнами. Внешние стены украшены пилястрами и другими архитектурными элементами.